# Pseudogonia parisiaca
Pseudogonia parisiaca är en tvåvingeart som först beskrevs av Robineau-desvoidy 1851.  Pseudogonia parisiaca ingår i släktet Pseudogonia och familjen parasitflugor. Inga underarter finns listade i Catalogue of Life.